# Hà Văn Tấn
Giáo sư, Nhà giáo Nhân dân Hà Văn Tấn (16 tháng 8 năm 1937 – 27 tháng 11 năm 2019) là một nhà sử học, khảo cổ học Việt Nam. Ông là một trong "tứ trụ" của nền sử học Việt Nam đương đại (Lâm, Lê, Tấn, Vượng). Ông được tặng Giải thưởng Hồ Chí Minh về Khoa học Công nghệ năm 2000.

## Tiểu sử
Ông sinh ngày 16 tháng 8 năm 1937, tại xã Tiên Điền (nay là thị trấn Tiên Điền), huyện Nghi Xuân, tỉnh Hà Tĩnh, trong một dòng họ có truyền thống khoa bảng. Dòng họ này có các danh nhân như thượng thư tiến sĩ Hà Tông Trình; nhà văn hóa tiến sĩ Hà Tôn Mục; phó bảng Hà Văn Đại là bác ruột của ông.
- Những năm 1947 đến 1951, Hà Văn Tấn học ở trường huyện, luôn đứng đầu lớp, nổi tiếng thông minh, mẫn tiệp và lóe sáng sự thông thái ban đầu.
- Sau khi hòa bình lập lại, Hà Văn Tấn đã ra Hà Nội để tiếp tục học lên. Do ra muộn không kịp thỉ vào Đại học Sư phạm như ý định, Hà Văn Tấn thi vào học lớp dự bị văn khoa và học luôn cả lớp PCB (lý - hóa - sinh) của đại học Y Dược. Không có học bổng, anh và một số bạn bè phải dạt ra vùng ven đô, làm nghề dạy thêm ở làng Kim Liên. Để có thể tiếp tục theo đuổi sự học, năm sau Hà Văn Tấn vào học khoa Sử Đại học Sư phạm (vì có học bổng), học gấp 2 năm qua ba lớp.
- Năm 1957, Hà Văn Tấn đỗ tốt nghiệp cao và được giữ lại trường làm trợ lý giảng dạy khi vừa 20 tuổi. Chỉ trong mấy năm, bằng tự học anh đã trang bị cho mình cái vốn 7 ngoại ngữ (Hán, Pháp, Anh, Phạn...), là những cánh cửa mở ra những chân trời tri thức cổ kim đông tây và tiếp cận với nền học thuật hiện đại của thế giới.
- Năm 1960, tác phẩm đầu tay cùa Hà Văn Tấn là hiệu đính và chú thích cuốn Dư Địa Chí của Nguyễn Trãi, do cụ Cử Phan Duy Tiếp dịch, được xuất bản khi anh mới 23 tuổi, đã bộc lộ tài năng và phong cách của nhà nghiên cứu trẻ. Bởi lẽ, để làm công việc này, một việc trước đây chưa ai làm, tác giả đã dẫn dụng, tức là phải đọc tới 30 bộ sách của tác giả Trung Quốc và 16 bộ sách Việt Nam mà tất cả lúc đó, trừ một cuốn, đều chưa có bản dịch.
- Năm 1965, Hà Văn Tấn lại cho ra đời một công trình học thuật mới: công bố nội dung cột kinh Phật ở Hoa Lư ghi âm tiếng Phạn bằng chữ Hán sau khi đối chiếu, so sánh từ 16 dị bản đã có và khôi phục lại nguyên bản tiếng Phạn bản kinh “Phật đỉnh Tôn Thắng Đà la ni’’ soi sáng thêm những đặc trưng của Phật giáo Việt Nam.
- Năm 1968, cuốn “Cuộc kháng chiến chống xâm lược Nguyên - Mông thế kỷ 13’’ (viết chung với Trần Thị Tâm) được coi là một tuyệt tác về sử học và được giáo sư Hoàng Xuân Hãn hết sức khen ngợi.
- Trong hành trình để trở thành một nhà thông thái, ngoài khảo cổ học và sử học, sự uyên bác của ông còn bao trùm nhiều lĩnh vực khác: lịch sử tư tưởng phương Đông và Việt Nam, Phật giáo (Viện phó Viện nghiên cứu Phật giáo của Giáo hội Phật giáo Việt Nam), nhân chủng học, dân tộc học, ngôn ngữ học, văn hóa học... khi ông còn rất trẻ và ở lĩnh vực nào Hà Văn Tấn cũng có những đóng góp đặc sắc.[1]
- Trong những năm 70, ông dành công sức cho việc nghiên cứu và công bố các nền văn hóa lớn ở Việt Nam thời tiền sử, từ thời đại đồ đá cũ đến đồ đồng và nhũng vẩn đề đặt ra cho khảo cổ học nước nhà. Đồng thời ông mở rộng sang lĩnh vực ngôn ngữ học về ngôn ngữ Tiền Việt - Mường và văn bản học liên quan đến văn bản Hán - Nôm. Trong thập kỷ 80, ngoài khảo cổ học, sử liệu học, Phật học, ông mở rộng đến các vấn đề tư tưởng, triết học, dân tộc học, văn hóa học. Trong những năm 90, ông lại dành nhiều công sức cho việc định hướng khảo cổ học, hoàn thiện những công trình lớn về Phật giáo, phương pháp luận sử học, trở thành chuyên gia hàng đầu về các lĩnh vực này.
- Cuốn sách “Theo dấu các văn hóa cổ” của ông được tặng Giải thưởng Hồ Chí Minh về khoa học. Qua đó tác giả đã đưa ra một bức tranh về sự tiếp nối khá liên tục của thời tiền sử Việt Nam trong bối cảnh châu Á và Đông Nạm Á, từ thời đại đồ đá đến đời nhà Đinh và đính chính những quan niệm sai lầm của các học giả phương Tây.
- Tính đến năm 1997, khi ông đến 60 tuổi, có đến 230 công trình khoa học được công bố. Hà Văn Tấn còn được mời đi dự các hội nghị quốc tế về Khảo cổ học, Sử học, Phật học và được các học giả các nước nể trọng. Ông còn được mời đi giảng dạy tại Pháp, Mỹ và đầu năm 2001 được mời sang Paris để chấm bằng tiến sĩ. Cuối mùa xuân năm 2002, khi lâm bệnh nặng, ông vẫn cho ra đời cuốn sách có giá trị lớn “Chữ trên đá, chữ trên đồng - minh văn và lịch sử”, tập hợp những công trình mà anh tâm đắc và chỉ ra ý nghĩa quan trọng của chúng là “những sử liệu quan trọng, duy nhất và trực tiếp".
- Cũng vào thời gian này một bộ sách 3 tập về khảo cổ học Việt Nam của Viện Khảo cổ do ông chủ biên đã ra đời trọn bộ. Đây là công trình đồ sộ, tổng quát về các thời đại đá và kim khí, thời tiền sử và sơ sử và khảo cổ học lịch sử. Tất cả gồm 1.298 trang khổ 18x24.
- Là Viện trưởng Viện Khảo cổ học, ông đã đi khắp hầu hết các di tích khảo cổ học quan trọng cùa Việt Nam. Là một thành viên sáng lập ra khoa Khảo cổ học của Đại học Tổng hợp Hà Nội, năm 1982, Hà Văn Tấn đã đề xuất thành lập bộ môn Phương pháp luận sử học và trở thành chủ nhiệm bộ môn này, bắt đầu những bài giảng về phương pháp luận sử học, sử liệu học, triết học lịch sử, lịch sử sử học, văn bản học, khảo cổ học lý thuyết, các trường phái khảo cổ học, khảo cổ học Đông Nam Á...
- Hơn 40 năm đứng trên bục giảng đại học, ông đã góp phần quan trọng đào tạo ra một đội ngũ hùng hậu gồm hàng ngàn nhà sử học và khảo cổ học của đất nước, trong đó đã trực tiếp hướng dẫn thành công 20 luận án phó tiến sĩ (nay là tỉến sĩ).[1]
- Ông được Nhà nước phong tặng học hàm Giáo sư (1980) và danh hiệu Nhà giáo Nhân dân (1997); được tặng Giải thưởng Hồ Chí Minh đợt II về khoa học; Huân chương Lao động hạng Nhất và hạng Ba.
- Ông được các thế hệ giáo viên và sinh viên khoa lịch sử Đại học Tổng hợp Hà Nội phong là một trong tứ trụ "Lâm, Lê, Tấn, Vượng" của nền sử học Việt Nam đương đại; được người trong giới phong là Lê Quý Đôn của thế kỷ 20.
- Ông qua đời ngày 27 tháng 11 năm 2019 tại Hà Nội, hưởng thọ 82 tuổi.

Nói đến sự nghiệp khoa học và giảng dạy của Hà Văn Tấn, cần có một độ lùi về lịch sử. Chắc rằng sau đây nhiều thập kỷ cho đến cả thế kỷ sau, vị trí của Hà Văn Tấn càng sẽ được đánh giá xứng đáng và kỳ vĩ hơn.

## Các tác phẩm
1. Dư địa chí: Giới thiệu, hiệu chính và chú thích. Nhà xuất bản Sử học, 1960; In lại trong "Nguyễn Trãi toàn tập". Nhà xuất bản Khoa học Xã hội, 1969; tái bản 1976.
2. Lịch sử chế độ cộng sản nguyên thủy ở Việt Nam (đồng tác giả với Giáo sư Trần Quốc Vượng)/ Nhà xuất bản Giáo dục,– H., 1960.
3. Lịch sử chế độ phong kiến Việt Nam, tập I (đồng tác giả với Giáo sư Trần Quốc Vượng)/Nhà xuất bản Giáo dục, 1960; tái bản 1963.
4. Sơ yếu khảo cổ học nguyên thủy Việt Nam (đồng tác giả với Giáo sư Trần Quốc Vượng). Nhà xuất bản Giáo dục, 1961.
5. Vấn đề người Indonesien và loại hình Indonesien trong thời đại nguyên thủy Việt Nam
6. Kháng chiến chống xâm lược Nguyên – Mông thế kỷ 13 (cùng viết với Phạm Thị Tâm). Nhà xuất bản Khoa học Xã hội, 1968; tái bản: 1970, 1972, 1975.
7. Thuật ngữ sử học, dân tộc học, khảo cổ học Nga – Việt. Nhà xuất bản Khoa học Xã hội, 1970.
8. Từ một cột kinh Phật năm 973 vừa phát hiện ở Hoa Lư
9. Cơ sở Khảo cổ học. Đại học Tổng hợp Hà Nội, 1975.
10. "Óc Eo: Endogenous and Exogenous Elements", Viet Nam Social Sciences, 1 – 2 (7 – 8), 1986, pp. 91 – 101.
11. Lịch sử Phật giáo Việt Nam, Hà Văn Tấn (chủ biên), Nhà xuất bản Khoa học xã hội, Hà Nội, 1988.
12. Triết học lịch sử hiện đại. Đại học Tổng hợp Hà Nội,1990.
13. Lịch sử Thanh Hóa (Chủ biên) Tập 1, Nhà xuất bản Khoa học Xã hội,–H. 1990.
14. History of Buddhism in Vietnam. Social Sciences Publishing House Hanoi 1992 (Viết Part Two: Buddism from the Ngo to the Tran dynaties.
15. Chùa Việt Nam, Nhà xuất bản Khoa học Xã hội, 1993.
16. Tư tưởng thời kỳ tiền sử và sơ sử // Lịch sử tư tưởng Việt Nam, tập I, Khoa học Xã hội, 1993 (phần thứ nhất).
17. Buddism in Vietnam (Viết chung). The Gioi Publishers,1993.
18. Theo dấu các văn hoá cổ: Văn hoá Phùng Nguyên và nguồn gốc dân tộc Việt; Người Phùng Nguyên và đối xứng; Từ gốm Phùng Nguyên đến trống đồng,...(Nhà xuất bản Khoa học Xã hội, Hà Nội 1997, 851 trang)
19. Văn hóa Đông Sơn ở Việt Nam. Nhà xuất bản Khoa học Xã hội, 1994.
20. Triết học ấn Độ cổ đại// Tập bài giảng Lịch sử Triết học, tập I. Nhà xuất bản Chính trị Quốc gia, 1994.
21. Ứng dụng thống kê toán học trong khảo cổ học
22. Giáo trình toán xác suất thống kê trong khảo cổ học
23. Góp phần nghiên cứu văn hóa Việt Nam (chủ biên), tập II. Nhà xuất bản Khoa học Xã hội, 1996.
24. Theo dấu các văn hoá cổ. Nhà xuất bản Khoa học Xã hội, 1997.
25. Đình Việt Nam (viết chung). Nhà xuất bản Thành phố Hồ Chí Minh, 1998.
26. Văn hóa Sơn Vi, Nhà Xuất bản Khoa học xã hội, Hà Nội, 1999 (Hà Văn Tấn, Nguyễn Khắc Sử, Trình Năng Chung,)
27. Một số vấn đề lý luận sử học. Nhà xuất bản Đại học Quốc gia Hà Nội, 2007